# Calcio-48
Calcio-48 es un isótopo poco común de calcio que contiene veinte protones y veintiocho neutrones. Constituye el 0,187 % del calcio natural por fracción molar. A pesar de que es inusualmente rico en neutrones para un núcleo ligero, la única vía de este isótopo abierta para la desintegración radiactiva es el proceso extremadamente raro de desintegración doble beta. Su vida media es de aproximadamente 4,3 × 1019 años, por lo que para todos los efectos prácticos este puede tratarse como estable. Un factor que contribuye a esta casi estabilidad inusual es que 20 y 28 son números mágicos, haciendo de 48Ca un núcleo «doblemente mágico».
Dado que 48Ca es a la vez casi estable y rico en neutrones, es un material de partida valioso para la producción de nuevos núcleos en aceleradores de partículas, tanto por fragmentación o por reacciones de fusión con otros núcleos, por ejemplo, en la reciente producción de ununoctio. Los núcleos más pesados generalmente requieren una mayor fracción de neutrones para una máxima estabilidad, por lo que los materiales ricos en neutrones como punto de partida son necesarios.
48Ca es el núcleo más ligero conocido que experimenta una desintegración doble beta y el único lo suficientemente simple como para ser analizado con el modelo de capas nuclear. También libera más energía (4.27 MeV) que cualquier otro candidato de desintegración doble beta. Estas propiedades lo convierten en una prueba interesante de los modelos de estructura nuclear y un candidato prometedor en la búsqueda constante de desintegraciones doble beta sin neutrinos.